# Spernsdorf
Spernsdorf ist ein Ortsteil der Gemeinde Seelitz im sächsischen Landkreis Mittelsachsen. Die Gemeinde Spernsdorf mit ihren Ortsteilen Köttern und Zschaagwitz mit Neuzschaagwitz wurde am 1. April 1993 nach Seelitz eingemeindet.

## Geografie

### Geografische Lage und Verkehr
Spernsdorf liegt im Norden der Großgemeinde Seelitz an der Quelle des Leitebachs, welcher in die Zwickauer Mulde mündet. An Spernsdorf führt südlich die Bundesstraße 175 vorbei. 

### Nachbarorte
|         | Arnsdorf                                    |             |
| Köttern | Kompassrose, die auf Nachbargemeinden zeigt | Zschaagwitz |
|         | Döhlen mit Neudörfchen und Neuwerder        |             |

## Geschichte
Das Platzdorf Spernsdorf wurde im Jahre 1378 als „Sperlingistorf“ erwähnt. Die Grundherrschaft über den Ort übte um 1548 der Rat zu Rochlitz aus. Um 1764 bis 1856 war der Ort Amtsdorf im kursächsischen bzw. königlich-sächsischen Amt Rochlitz. Kirchlich ist der Ort seit jeher nach Zettlitz gepfarrt. Bei den im 19. Jahrhundert im Königreich Sachsen durchgeführten Verwaltungsreformen wurden die Ämter aufgelöst. Dadurch kam Spernsdorf im Jahr 1856 unter die Verwaltung des Gerichtsamts Rochlitz und 1875 an die neu gegründete Amtshauptmannschaft Rochlitz.
1933 umfassten die Orte Köttern, Spernsdorf, Zschaagwitz und Neuzschaagwitz insgesamt 245 Einwohner. Davon fielen 7 im II. Weltkrieg und 12 gerieten in Gefangenschaft. Diese kehrten erst 1947/1948 zurück. Auf Grund der Umsiedlungen nach dem Krieg fanden 28 Familien Unterkunft in den Ortschaften. Es herrschten schlechte und beengte Wohnverhältnisse.
Am 1. Juli 1950 wurden Köttern und Zschaagwitz mit Neuzschaagwitz nach Spernsdorf eingemeindet. Die Gemeinde umfasste damit 199 Einwohner. Durch die zweite Kreisreform in der DDR im Jahr 1952 wurde die Gemeinde Spernsdorf mit ihren Ortsteilen dem Kreis Rochlitz im Bezirk Chemnitz (1953 in Bezirk Karl-Marx-Stadt umbenannt) angegliedert, der 1990 als sächsischer Landkreis Rochlitz fortgeführt wurde und 1994 im neu gebildeten Landkreis Mittweida bzw. 2008 im Landkreis Mittelsachsen aufging. Am 1. April 1993 erfolgte die Eingemeindung von Spernsdorf mit Köttern, Zschaagwitz und Neuzschaagwitz nach Seelitz.

## Kulturdenkmale
Für die Kulturdenkmale des Ortes siehe die Liste der Kulturdenkmale in Spernsdorf.